# ATP Bogotá
Das ATP-Turnier von Bogotá (offiziell Claro Open Colombia) war ein kolumbianisches Herren-Tennisturnier. Das auf Hartplatz im Freien gespielte Turnier wurde zuletzt im Juli ausgetragen und gehörte zur ATP Tour 250, der niedrigsten Kategorie innerhalb der ATP Tour.

## Geschichte
Von 1994 bis 2001 gab es erstmals ein ATP-Turnier in Bogotá, es war Teil der  ATP World Series sowie der ATP International Series – beides Vorgänger der ATP World Tour 250 – und wurde im Freien auf Sandplatz ausgetragen. Nach einer Pause 2002 und 2003 hatte es zwischen 2004 und 2010 den Status eines Challenger-Turniers und war unter dem Namen Bancolombia Open bekannt. Es fand bis 2010 statt.
Ende 2012 wurde bekannt, dass die Rechte des Turniers in Los Angeles nach Bogotá verkauft wurden und somit wieder ein ATP-Turnier in Kolumbien stattfinden sollte. Es wurde wie in Los Angeles im Sommer auf Outdoor-Hartplätzen gespielt und war wieder Teil der ATP Tour 250; Veranstaltungsort war das Centro de Alto Rendimiento. Zur Saison 2016 wurde das Turnier zugunsten des Turniers in Los Cabos eingestellt.

## Siegerliste
Bernard Tomic gewann als einziger Spieler im Einzel zwei Titel (2015 und 2016). im Doppel gelangen David Rikl zwei Siege (1995–1996); Darüber hinaus gewann Mariano Puerta je einen Titel in Einzel (2000) und Doppel (1998).

### Einzel
| Jahr                                | Sieger            | Finalgegner        | Finalergebnis     |
| ----------------------------------- | ----------------- | ------------------ | ----------------- |
| 2015                                | Bernard Tomic (2) | Adrian Mannarino   | 6:1, 3:6, 6:2     |
| 2014                                | Bernard Tomic (1) | Ivo Karlović       | 7:65, 3:6, 7:64   |
| 2013                                | Ivo Karlović      | Alejandro Falla    | 6:3, 7:64         |
| 2011–2012: nicht ausgetragen        |                   |                    |                   |
| 2004–2010: →ATP Challenger Bogotá-2 |                   |                    |                   |
| 2002–2003: nicht ausgetragen        |                   |                    |                   |
| 2001                                | Fernando Vicente  | Juan Ignacio Chela | 6:4, 7:66         |
| 2000                                | Mariano Puerta    | Younes El Aynaoui  | 6:4, 7:65         |
| 1999                                | nicht ausgetragen | nicht ausgetragen  | nicht ausgetragen |
| 1998                                | Mariano Zabaleta  | Ramón Delgado      | 6:4, 6:4          |
| 1997                                | Francisco Clavet  | Nicolás Lapentti   | 6:3, 6:3          |
| 1996                                | Thomas Muster     | Nicolás Lapentti   | 6:7, 6:2, 6:3     |
| 1995                                | Nicolás Lapentti  | Miguel Tobón       | 2:6, 6:1, 6:4     |
| 1994                                | Nicolás Pereira   | Mauricio Hadad     | 6:3, 3:6, 6:4     |

### Doppel
| Jahr                                | Sieger                                | Finalgegner                             | Finalergebnis      |
| ----------------------------------- | ------------------------------------- | --------------------------------------- | ------------------ |
| 2015                                | Édouard Roger-Vasselin Radek Štěpánek | Mate Pavić Michael Venus                | 7:5, 6:3           |
| 2014                                | Sam Groth Chris Guccione              | Nicolás Barrientos Juan Sebastián Cabal | 7:65, 6:73, [11:9] |
| 2013                                | Purav Raja Divij Sharan               | Édouard Roger-Vasselin Igor Sijsling    | 7:64, 7:63         |
| 2011–2012: nicht ausgetragen        |                                       |                                         |                    |
| 2004–2010: →ATP Challenger Bogotá-2 |                                       |                                         |                    |
| 2002–2003: nicht ausgetragen        |                                       |                                         |                    |
| 2001                                | Mariano Hood Sebastián Prieto (1)     | Martín Rodríguez André Sá               | 6:2, 6:4           |
| 2000                                | Pablo Albano Lucas Arnold Ker         | Juan Balcells Mauricio Hadad            | 7:64, 1:6, 6:2     |
| 1999                                | nicht ausgetragen                     | nicht ausgetragen                       | nicht ausgetragen  |
| 1998                                | Diego del Río Mariano Puerta          | Gábor Köves Eric Taino                  | 6:7, 6:3, 6:2      |
| 1997                                | Luis Lobo Fernando Meligeni           | Karim Alami Maurice Ruah                | 6:1, 6:3           |
| 1996                                | Nicolás Pereira David Rikl (2)        | Pablo Campana Nicolás Lapentti          | 6:3, 7:6           |
| 1995                                | Jiří Novák David Rikl (1)             | Steve Campbell MaliVai Washington       | 7:6, 6:2           |
| 1994                                | Mark Knowles Daniel Nestor            | Luke Jensen Murphy Jensen               | 6:4, 7:6           |